# باتريشيا بينيدو
باتريشيا بينيدو (بالإسبانية: Patricia Pinedo)‏ مواليد 13 مايو 1981 في أموريو، إسبانيا، هي لاعبة كرة يد إسبانية. مثلت منتخب إسبانيا لكرة اليد. حققت المركز الثالث في بطولة العالم لكرة اليد للسيدات 2011.

## الميداليات
| الميدالية | المسابقة                            |
| --------- | ----------------------------------- |
| برونزية   | بطولة العالم لكرة اليد للسيدات 2011 |